# Ambulatorium (Einrichtung deutscher Krankenkassen)
Ein Ambulatorium ist eine im Rahmen gewerkschaftlich orientierter Selbstverwaltung entstandene medizinische Einrichtung der Krankenkassen zur Behandlung ihrer Versicherungsmitglieder. Ambulatorien entstanden nach dem reichsweiten Ärztestreik von 1923/24. In ihnen behandelten von der Krankenkasse angestellte Ärzte verschiedener Fachrichtungen die Patienten. Sie entstanden auch in vielen weiteren Städten. Ambulatorien wurden 1933 abgeschafft und später in der DDR wieder eingeführt.